# Галатия (римска провинция)
Галация е провинция на Римската империя, намираща се в Мала Азия (днешна централна Турция). Основана е през 25 пр.н.е. от император Октавиан Август, като обхваща по-голямата част от региона със същото име. Столица на провинцията е град Анкира (дн. Анкара). Галация е една от дестинациите на мисионерските раннохристиянски пътувания на апостол Павел и предмет на неговото Послание към галатяните.

## Администрация
Провинцията е сформирана при административната реформа на Октавиан Август през 25 година преди Христа. Управлявана е от губернатори с титла легат:
Галатия по времето на Траян около 117 г. заопазва подразделението си на териториите на трите големи племена, населяващи района:
- Толистоаги
- Трокми
- Тектозаги.

По време на реформите на Диоклециан, северната и южната част на провинцията са отделени, за да оформят съответно южната част на провинция Пафлагония и провинция Ликаония. През 398 г., по времето на император Хонорий, Галатия е разделена на две провинции: Галатия Прима и Галатия Секунда (или Салутарис).
Галатия Прима обхваща североизточната част на старата провинция, като Анкира остава нейна столица, и е оглавявана от римски губернатор (consularis), докато Салутарис е разположена на югозападната част на Галатия и начело на нея е наместник (praeses), със седалище в Пезинунт. Двете нови провинции са част от диоцез Понт. В периода 536 – 548 г., те за кратко отново са обединени, при управлението на Юстиниан I. През втората половина на 7 век, цялата област е включена в новата тема Анатолия.
- Карта на Римската империя при Адриан с Галация в западна Азия
- Исторически райони в Мала Азия

|  | Тази страница частично или изцяло представлява превод на страницата Galatia (Roman province) в Уикипедия на английски. Оригиналният текст, както и този превод, са защитени от Лиценза „Криейтив Комънс – Признание – Споделяне на споделеното“, а за съдържание, създадено преди юни 2009 година – от Лиценза за свободна документация на ГНУ. Прегледайте историята на редакциите на оригиналната страница, както и на преводната страница, за да видите списъка на съавторите. ВАЖНО: Този шаблон се отнася единствено до авторските права върху съдържанието на статията. Добавянето му не отменя изискването да се посочват конкретни източници на твърденията, които да бъдат благонадеждни. |